# Francis Walsingham
Sir  Francis Walsingham (født omkring 1532, død 6. april 1590 i London) var Elizabeth I's udenrigsminister fra 20. december 1573 til sin død og grundlægger af Englands hemmelige politi.
Walsingham betragtes ofte som den første i Europa, der opbyggede et statsligt spion- og efterretningsvæsen. Han opbyggede et spion-netværk, som trængte ind i hjertet af den spanske militære ledelse, indsamlede oplysninger fra hele Europa, og afværgede en række sammensværgelser mod dronningen.
Walsingham refererede direkte til William Cecil og tilhørte derfor indercirklen af dronningens rådgivere, som styrede England. Walsingham havde stærke protestantiske synspunkter i diskussionen om den engelske religionspolitik. Et af Walsinghams mål var tilnærmelse mellem England og Skotland.

## Tidlige år
Francis Walsingham blev født i eller omkring 1532, sandsynligvis på Foots Cray, ved Chislehurst i Kent. Hans forældre var William og Joyce Walsingham. William var en succesrig advokat i London med gode forbindelser, der døde i London 1534, og Joyce var datter af hofmanden sir Edmund Denny og søster til sir Anthony Denny, der var blandt kong Henrik 8.'s primære gentlemen i rådet. William Walsingham tjente som medlem af den kommission, der blev udpeget til at undersøge kardinal Thomas Wolseys ejendomme i 1530, og hans ældre bror, sir Edmund Walsingham, var løjtnant af Tower of London. Efter Williams død giftede Joyce sig med hofmanden sir John Carey i 1538. Careys bror William var gift med Mary Boleyn, der var Anne Boleyns ældre søster. Af Francis Walsinghams fem søstre giftede Mary sig med sir Walter Mildmay, som var Chancellor of the Exchequer i over 20 år, og Elizabeth blev gift med politikeren Peter Wentworth.
Francis Walsingham blev indskrevet på King's College i Cambridge i 1548 med mange andre protestanter. Han havde høj social status, men færdiggjorde ikke sin uddannelse her. Fra 1550 eller 1551 rejste han rundt i Europa og vendte tilbage til England i 1552, hvor han blev indskrevet på Gray's Inn, der var en af de kvalificerende steder for engelske advokater.
Ved Henrik 8.'s død i 1553 blev Edvard 6. konge, og hans katolske halvsøster Maria 1. blev dronning. Mange rige protestanter, som John Foxe og John Cheke, flygtede fra England, og Walsingham var blandt dem. Han fortsatte sine studier på universiteterne i Basel og Padova, hvor han blev valgt til det styrende organ blandt sine medstuderende i 1555.

## Tidlig karriere
Maria 1. døde i 1558 og blev efterfulgt af hendes protestantiske halvsøster Elizabeth 1.. Walsingham vendte tilbage til England og via støtte fra en anden eksil-protestant, Francis Russell, 2. jarl af Bedford, blev han valgt til Elizabeths første parlament som medlem for Bossiney i Cornwall i 1559. Ved valget i 1563 vendte han tilbage både for Lyme Regis i Dorset, og endnu en valgkreds under Bedfords indflydelse og Banbury i Oxfordshire. Han valgte at have sit sæde for Lyme Regis. I januar 1562 ægtede han Anne, der var datter af sir George Barne, Lord Mayor of London i 1552–3, og enke efter vinkøbmanden Alexander Carleill. Anne døde to år senere og efterlod sin søn Christopher Carleill i Walsinghams varetægt. I 1566 giftede Walsingham sig med Ursula St. Barbe, der var sir Richard Worsleys enke, og Walsingham fik hendes ejendomme Appuldurcombe og Carisbrooke Priory på Isle of Wight. Året efter fødte hun ham en datter, Frances. Walsinghams to andre stedsønner, Ursulas sønner John og George, blev dræbt ved en krudtulykke ved Appuldurcombe i 1567.
Året efter blev Walsingham aktiv i hvervekampagne for huguenotterne i Frankrig, og han udviklede et venskab og tæt samarbejde med Nicholas Throckmorton, hans forgænger som parlamentsmedlem for Lyme Regis og tidligere ambassadør i Frankrig. I 1569 arbejdede Walsingham sammen med William Cecil for at modarbejde komplotter mod Elizabeth. Han spillede en vigtig rolle i få stoppet Ridolfikomplottet, som gik ud på at erstatte Elizabeth med katolikken Marie Stuart. Han bliver krediteret for at have skrevet propaganda om ægteskabet mellem Maria og Thomas Howard, 4. hertug af Norfolk, og Roberto di Ridolfi, som komplottet blev navngivet efter, blev forhørt i Walsinghams hus.
I 1570 valgte dronningen Walsingham til at støtte huguenotterne i deres forhandling med Karl 9. af Frankrig. Senere samme år efterfulgte han sir Henry Norris som engelsk ambassadør i Paris. En af hans pligter var at fortsætte forhandlingerne om ægteskab mellem Elizabeth og Karl 9.s yngre bror Henrik, hertug af Anjou. Ægteskabsplanerne blev dog droppet, fordi Henrik var katolik. Den næstyngste bror, Francis, hertug af Alençon, blev foreslået som erstatning, men Walsingham betragtede ham som grim og "uden en god form for humor". Elizabeth var 20 år ældre end Alençon, og var bekymret for at aldersforskellen ville blive betragtet som absurd. Walsingham mente, at det ville tjene England bedre at søge en militær alliance med Frankrig mod spanske interesser. Forsvarsaftalen Blois-traktaten blev underskrevet mellem Frankrig og England i 1572, men den indeholdt ingen bestemmelser for et kongeligt ægteskab, og det gjorde, at der stadig ikke var fundet svar på spørgsmålet om Elizabeths efterfølger.
Huguenotternes og andre europæiske protestanters interesser støttede det spirende oprør i de Spanske Nederlande, der var en provins i Habsburg-Spanien. Da katolikkerne modsatte sig denne kurs i Frankrig, resulterede det i huguenotternes leder Gaspard de Colignys død og Bartholomæusnatten. Walsinghams hus i Paris blev et midlertidigt fristed for protestantiske flygtninge, heriblandt Philip Sidney. Ursula, der var gravid, flygtede til England med deres fireårige datter. Hun fødte endnu en pige Mary, i januar 1573, mens Walsingham stadig var i Frankrig. Han vendte tilbage til England i april 1573, hvor han havde etableret sig som en kompetent embedsmand, som dronningen og Cecil kunne stole på. Han plejede sine kontakter i hele Europa, og hans depecher blev udgivet som The Complete Ambassador.
I december samme år, hvor han var vendt tilbage til England, blev han udnævnt til Privy Council of England og gjort til principal secretary (en stilling som senere blev "Secretary of State") sammen med sir Thomas Smith. Smith gik på pension i 1576, hvorved Walsingham fik den egentlige kontrol over kongens segl, selvom han ikke formelt var indsat som Lord Privy Seal. Walsingham fik sæde for Surrey i parlamentet fra 1572, som han holdt til sin død, men han var ikke den store parlamentariker. Han blev slået til ridder den 1. december 1577 og fik en sinecurepost i Recorder of Colchester, custos rotulorum i Hampshire og blev High Steward of Salisbury i Ipswich og Winchester. Han blev også udnævnt som Chancellor of the Order of the Garter fra 22. april 1578 indtil han blev efterfulgt af sir Amias Paulet i juni 1587, hvor han blev kansler for hertugdømmet Lancaster ud over sin stilling som principal secretary.

## Secretary of State
Opgaverne som principal secretary var ikke formelt defineret, men da han håndterede alt den kongelige korrespondance og besluttede dagsordenen ved rådsmøder, kunne han få stor indflydelse på politiske spørgsmål og alle dele af regeringen både indenrigs og udenrigs. I sin tid på posten støttede Walsingham Englands sømagt til at åbne nye handelsruter og udforske den Nye Verden, og han sad i hjertet af de internationale affærer. Han var direkte involveret i den engelske politik med Spanien, Nederlandene, Skotland, Irland og Frankrig, og han var på adskillige diplomatiske missioner til andre europæiske stater.
Han var tæt forbundet med det merkantile samfund, og han støttede aktivt handelsfremmende ordninger, og han investerede i Muscovy Company og Levant Company. Han, John Davis og Martin Frobisher støttede opdagelsesrejser for at finde nordvestpassagen og udnytte mineralressourcer i Labrador, og han opfordrede Humphrey Gilbert til at udforske Newfoundland.
Gilberts rejse blev i høj grad finansieret af recusante katolikker, og Walsingham var fortaler for planerne, da han så det som en måde at få katolikker ud af England, ved at opfordre dem til at emigrere til den Nye Verden. Walsingham var blandt fortalerne for Francis Drakes profitable jordomsejling fra 1578 til 1581 og bedømte korrekt, at de spanske besiddelser i Stillehavet var sårbare overfor angreb. Han løb risikoen at fremme protestantiske interesser ved at ydmyge og svække spanierne samt at erobre spanske skatte. Den første udgave af Richard Hakluyts Principal Navigation, Voyages and Discoveries of the English Nation fra 1589 blev dediceret til Walsingham.